# Zóna A

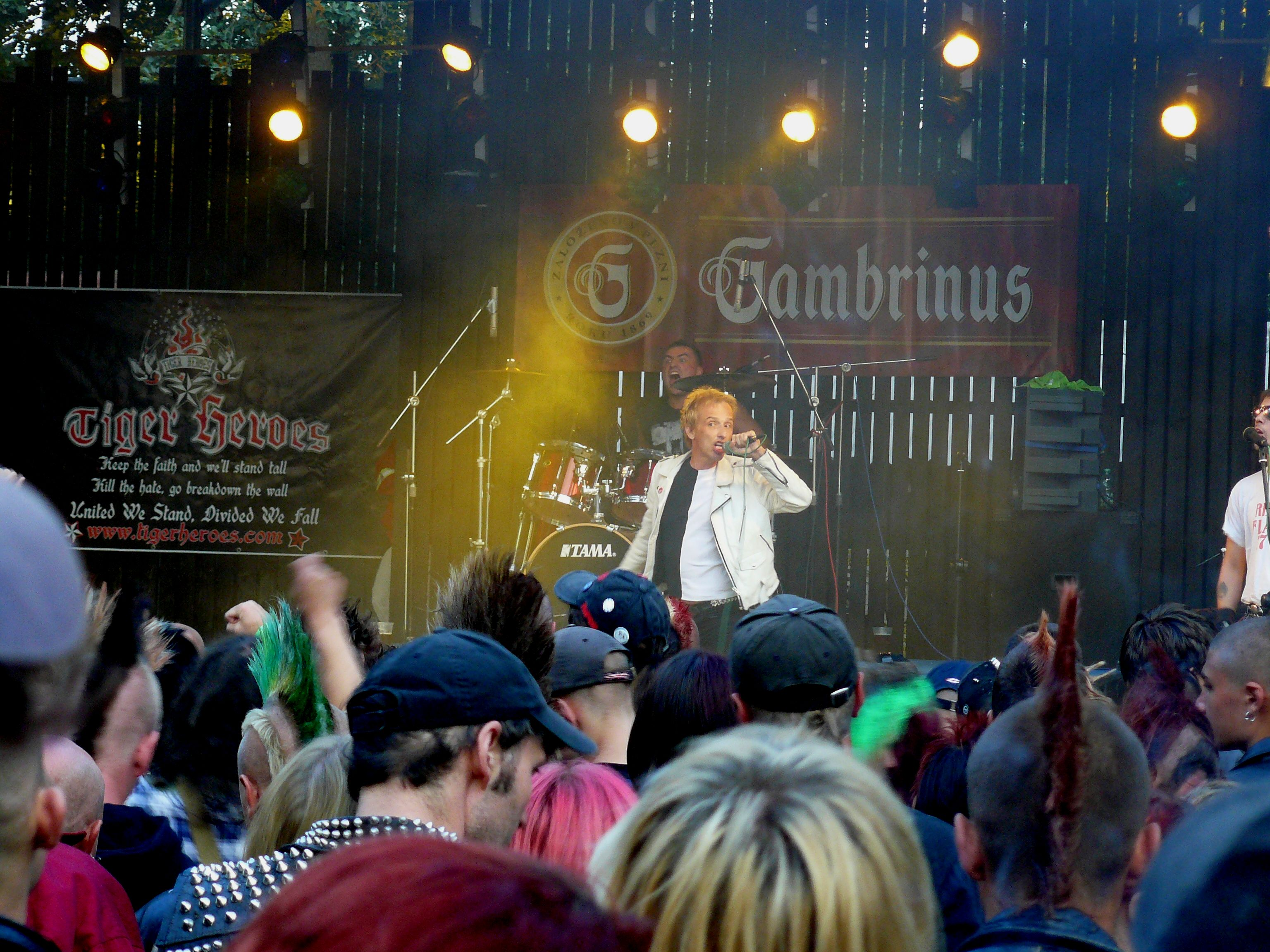
Zóna A

Zóna A – słowacka grupa punkrockowa z Bratysławy.
Ma ona swoje korzenie w formacji Paradox, która powstała w styczniu 1980 roku. W pierwotnym składzie Paradoxu znaleźli się: Peter „Koňyk” Schredl – wokal i Jaro „Leďo” Lederleither – gitara. Początkowo grali covery zachodnich punkowych zespołów (The Clash, Sham 69, The Stranglers, Ramones), z czasem jednak zaczęli kopiować także twórczość grup rodzimej sceny punkowej (Olympic, Kryl, Mládek) oraz tworzyć własne kompozycje.
Pierwszy koncert Zóny A odbył się w marcu 1983 r. na okręgowym przeglądzie amatorskich zespołów. Skład grupy ulegał licznym zmianom. W czerwcu 1985 roku Zóna A z wielkim powodzeniem koncertowała w Pradze. W tym czasie ukazało się ich pierwsze demo z takimi hitami jak „Je to zlé”, „MHD”, „Pivo”. Wkrótce znaleźli się na rządowej czarnej liście wraz z innymi grupami punkowymi i otrzymali zakaz występowania przez kolejne trzynaście miesięcy. Odbierając paszporty, członkom zespołu uniemożliwiono im wyjazd na koncert do Polski. W tej atmosferze, która przyczyniła się do rozpadu innych bratysławskich zespołów (Ex-Tip, Problém 5, Tlak), powstało drugie demo „Potopa”, zawierające kolejny wielki przebój „Kde je Josef Mengele?”.
W kwietniu 1990 roku Zóna A nagrała pierwszą studyjną kasetę Potopa.